# Мојковац
Мојковац је град и сједиште истоимене општине у Црној Гори. Према попису из 2023. било је 2.471 становника. Налази се у долини ријеке Таре, у подножју планина Бјеласице и Сињајевине, а припада Брдима сјевероисточног дијела Црне Горе између националних паркова Биоградска гора и Дурмитор.
Од Мојковца до Подгорице има 90 km, а до Београда 380 km. Мојковац је повезан са осталим местима Јадранском магистралом, жељезничком пругом Београд-Бар и регионалним путем за Жабљак-Пљевља. Овде се налази Железничка станица Мојковац.
Надморска висина Мојковца је 820 m. Кроз Мојковац протиче ријека Тара, чији је кањон други по дубини у свету, а заштићен је код Унеска.

## Демографија
У насељу Мојковац живи 3046 пунолетних становника, а просечна старост становништва износи 34,5 година (33,1 код мушкараца и 35,8 код жена). У насељу има 1215 домаћинстава, а просечан број чланова по домаћинству је 3,39.
Становништво у овом насељу веома је хетерогено.
|  |

| Демографија | Демографија | Демографија |
| Година      | Становника  | Становника  |
| ----------- | ----------- | ----------- |
|             |             |             |
|             |             |             |
|             |             |             |
|             |             |             |
| 1948.       | 452         |             |
| 1953.       | 1.110       |             |
| 1961.       | 1.920       |             |
| 1971.       | 2.670       |             |
| 1981.       | 3.899       |             |
| 1991.       | 4.429       | 4.391       |
| 2003.       | 4.234       | 4.120       |
| 2011.       |             | 3.590       |
|             |             |             |

| Етнички састав према попису из 2003.‍ | Етнички састав према попису из 2003.‍ | Етнички састав према попису из 2003.‍ | Етнички састав према попису из 2003.‍ | Етнички састав према попису из 2003.‍ |
| ------------------------------------ | ------------------------------------ | ------------------------------------ | ------------------------------------ | ------------------------------------ |
|                                      |                                      |                                      |                                      |                                      |
| Црногорци                            | Црногорци                            |                                      | 2.221                                | 53,90%                               |
| Срби                                 | Срби                                 |                                      | 1.707                                | 41,43%                               |
| Југословени                          | Југословени                          |                                      | 14                                   | 0,33%                                |
| Муслимани                            | Муслимани                            |                                      | 13                                   | 0,31%                                |
| Македонци                            | Македонци                            |                                      | 4                                    | 0,09%                                |
| Бошњаци                              | Бошњаци                              |                                      | 4                                    | 0,09%                                |
| Словенци                             | Словенци                             |                                      | 2                                    | 0,04%                                |
| Хрвати                               | Хрвати                               |                                      | 1                                    | 0,02%                                |
| Албанци                              | Албанци                              |                                      | 1                                    | 0,02%                                |
| непознато                            | непознато                            |                                      | 8                                    | 0,19%                                |

| \| \| м \| \| \| ж \| \| ? \| 9 \| \| \| 5 \| \| 80+ \| 8 \| \| \| 20 \| \| 75—79 \| 27 \| \| \| 49 \| \| 70—74 \| 47 \| \| \| 67 \| \| 65—69 \| 79 \| \| \| 111 \| \| 60—64 \| 68 \| \| \| 88 \| \| 55—59 \| 72 \| \| \| 87 \| \| 50—54 \| 134 \| \| \| 128 \| \| 45—49 \| 162 \| \| \| 156 \| \| 40—44 \| 158 \| \| \| 182 \| \| 35—39 \| 159 \| \| \| 166 \| \| 30—34 \| 123 \| \| \| 125 \| \| 25—29 \| 160 \| \| \| 160 \| \| 20—24 \| 163 \| \| \| 182 \| \| 15—19 \| 198 \| \| \| 189 \| \| 10—14 \| 164 \| \| \| 150 \| \| 5—9 \| 157 \| \| \| 146 \| \| 0—4 \| 125 \| \| \| 96 \| \| Просек : \| 125 \| \| \| 28 \| |     |  |  |     |
| |     |  |  |     |
| | м   |  |  | ж   |
| ? | 9   |  |  | 5   |
| 80+ | 8   |  |  | 20  |
| 75—79 | 27  |  |  | 49  |
| 70—74 | 47  |  |  | 67  |
| 65—69 | 79  |  |  | 111 |
| 60—64 | 68  |  |  | 88  |
| 55—59 | 72  |  |  | 87  |
| 50—54 | 134 |  |  | 128 |
| 45—49 | 162 |  |  | 156 |
| 40—44 | 158 |  |  | 182 |
| 35—39 | 159 |  |  | 166 |
| 30—34 | 123 |  |  | 125 |
| 25—29 | 160 |  |  | 160 |
| 20—24 | 163 |  |  | 182 |
| 15—19 | 198 |  |  | 189 |
| 10—14 | 164 |  |  | 150 |
| 5—9 | 157 |  |  | 146 |
| 0—4 | 125 |  |  | 96  |
| Просек : | 125 |  |  | 28  |

| Број домаћинстава према пописима из периода 1948—2003. | Број домаћинстава према пописима из периода 1948—2003. | Број домаћинстава према пописима из периода 1948—2003. | Број домаћинстава према пописима из периода 1948—2003. | Број домаћинстава према пописима из периода 1948—2003. | Број домаћинстава према пописима из периода 1948—2003. | Број домаћинстава према пописима из периода 1948—2003. | Број домаћинстава према пописима из периода 1948—2003. |
| Година пописа                                          | 1948.                                                  | 1953.                                                  | 1961.                                                  | 1971.                                                  | 1981.                                                  | 1991.                                                  | 2003.                                                  |
| ------------------------------------------------------ | ------------------------------------------------------ | ------------------------------------------------------ | ------------------------------------------------------ | ------------------------------------------------------ | ------------------------------------------------------ | ------------------------------------------------------ | ------------------------------------------------------ |
| Број домаћинстава                                      | 134                                                    | 488                                                    | 626                                                    | 793                                                    | 1.237                                                  | 1.535                                                  | 1.225                                                  |

| Број домаћинстава по броју чланова према попису из 2003. | Број домаћинстава по броју чланова према попису из 2003. | Број домаћинстава по броју чланова према попису из 2003. | Број домаћинстава по броју чланова према попису из 2003. | Број домаћинстава по броју чланова према попису из 2003. | Број домаћинстава по броју чланова према попису из 2003. | Број домаћинстава по броју чланова према попису из 2003. | Број домаћинстава по броју чланова према попису из 2003. | Број домаћинстава по броју чланова према попису из 2003. | Број домаћинстава по броју чланова према попису из 2003. | Број домаћинстава по броју чланова према попису из 2003. | Број домаћинстава по броју чланова према попису из 2003. |
| Број чланова                                             | 1                                                        | 2                                                        | 3                                                        | 4                                                        | 5                                                        | 6                                                        | 7                                                        | 8                                                        | 9                                                        | 10 и више                                                | Просек                                                   |
| -------------------------------------------------------- | -------------------------------------------------------- | -------------------------------------------------------- | -------------------------------------------------------- | -------------------------------------------------------- | -------------------------------------------------------- | -------------------------------------------------------- | -------------------------------------------------------- | -------------------------------------------------------- | -------------------------------------------------------- | -------------------------------------------------------- | -------------------------------------------------------- |
| Број домаћинстава                                        | 1.215                                                    | 203                                                      | 205                                                      | 197                                                      | 309                                                      | 182                                                      | 81                                                       | 28                                                       | 6                                                        | 1                                                        | 3                                                        |

| Пол    | Укупно | Неожењен/Неудата | Ожењен/Удата | Удовац/Удовица | Разведен/Разведена | Непознато |
| ------ | ------ | ---------------- | ------------ | -------------- | ------------------ | --------- |
| Мушки  | 1.567  | 602              | 894          | 48             | 20                 | 3         |
| Женски | 1.715  | 523              | 892          | 230            | 68                 | 2         |
| УКУПНО | 3.282  | 1.125            | 1.786        | 278            | 88                 | 5         |

| Пол    | Укупно                    | Пољопривреда, лов и шумарство | Рибарство                            | Вађење руде и камена | Прерађивачка индустрија       |
| ------ | ------------------------- | ----------------------------- | ------------------------------------ | -------------------- | ----------------------------- |
| Мушки  | 568                       | 24                            | 0                                    | 0                    | 61                            |
| Женски | 472                       | 33                            | 0                                    | 0                    | 63                            |
| Укупно | 1.040                     | 57                            | 0                                    | 0                    | 124                           |
|        |                           |                               |                                      |                      |                               |
| Пол    | Производња и снабдевање   | Грађевинарство                | Трговина                             | Хотели и ресторани   | Саобраћај, складиштење и везе |
| Мушки  | 20                        | 18                            | 52                                   | 27                   | 77                            |
| Женски | 7                         | 3                             | 89                                   | 51                   | 9                             |
| Укупно | 27                        | 21                            | 141                                  | 78                   | 86                            |
|        |                           |                               |                                      |                      |                               |
| Пол    | Финансијско посредовање   | Некретнине                    | Државна управа и одбрана             | Образовање           | Здравствени и социјални рад   |
| Мушки  | 5                         | 5                             | 156                                  | 57                   | 22                            |
| Женски | 5                         | 4                             | 31                                   | 79                   | 64                            |
| Укупно | 10                        | 9                             | 187                                  | 136                  | 86                            |
|        |                           |                               |                                      |                      |                               |
| Пол    | Остале услужне активности | Приватна домаћинства          | Екстериторијалне организације и тела | Непознато            | Непознато                     |
| Мушки  | 34                        | 0                             | 0                                    | 10                   | 10                            |
| Женски | 25                        | 0                             | 0                                    | 9                    | 9                             |
| Укупно | 59                        | 0                             | 0                                    | 19                   | 19                            |

## Историја
Мојковац је утемељен за вријеме владавине српског краља Уроша (1242—1276) у средишту жупе Брсково, која је била у саставу српске краљевине Рашке.
Познат је из тог периода српски сребрени новац који се ковао у Брскову, тако да ово мјесто постаје центар истоимене жупе, рударски и трговачки центар са караванском станицом између Котора и Новог Брда и конзулатом Дубровачке републике.
У дугој и богатој историји народ Потарја је пружао отпор освајачима који су настојали да поробе ову област. Дизао је буне и устанке и борио се против стране силе и свих оних који су насртали на његову слободу.
Простор општине Мојковац са лијеве обале ријеке Таре ослобођен је 1878. године после Берлинског конгреса, а простор са десне обале 1912. године током Првог балканског рата, послије вишевјековне владавине Отоманског царства. За Божић 1916. овде је вођена Мојковачка битка, гдје су брањена сјеверна врата Мојковца и Црне Горе, а тиме и повлачење српске војске у Првом светском рату. Сердар Јанко Вукотић се са својом војском одупро се вишеструко надмоћнијој војсци Аустроугарске.
Мост на Тари, оцењен као "један од најбољих у држави", предат је саобраћају 21. септембра 1934. У то време је, након дуге градње, завршен и пут према Бијелом Пољу.
У Другом светком рату 348 грађана Мојковца дало је своје животе за слободу, међу њима и 7 народних хероја. Спомен-обиљежја која подсјећају на славну прошлост овога краја се налазе у Мојковцу и у центрима мјесних заједница, образовних и културних институција (у центру града, непосредно код мостова на Тари, Гротуља спомен гробље, Мједено гувно, Градина на Брскову, на Бојној Њиви и др.).

## Привреда
Мојковац има основну и средњу школу, центар за културу са салом која има 300 сједишта, библиотеку са читаоницом и простор за развој културног аматеризма. Центар организује филмски фестивал Мојковачка филмска јесен, Мојковачки сабор на Преображење и др.
Здравствена заштита се организује стационарно и амбулантно у Дому здравља и у центрима мјесних заједница. Мојковац има стадион и спортску дворану за такмичење у фудбалу, рукомету, кошарци, одбојци и борилачким вјештинама. Планинари „Брскова“ су изградили планинарски дом на Бјеласици. Ријеком Таром се сплавари. Организован је лов и риболов.
Привредни субјекти су дрвна индустрија(Вукман Крушчић, фабрика коју је затворила власт ДПС-а) у примарној и финалној преради, металопрерада, производња кожне и текстилне конфекције.
Хотел „Палас“ има 80 лежаја(затворен за вријеме ДПС-а), мотел „Равњак“ у Бистрици има 18 лежајева. У области приватног предузетништва има око 200 регистрованих предузећа и самосталних радњи са 300 запослених. Укупно запослених има око 1.500 грађана, а на бироу за запошљавање евидентирано је 2.200 незапослених грађана.
У области комуналне дјелатности постоји Јавна установа Градац која се бави водоснабдијевањем, чистоћом и локалним саобраћајем.
Развојни планови општине Мојковац базирају се на искоришћавању сопствених ресурса: пољопривреду – производњу здраве хране, шумарство – дрвопрерада и туризам са развојем постојећих капацитета, металопрераду, кожну и текстилну конфекцију. У области туризма валоризација постојећих капацитета кроз изградњу СКИ центра на сјеверозападној страни планине Бјеласице, за што постоје оптимални услови.

## Култура
Манастир Светог Ђорђа у Добриловини, најзначајнији културно-историјски споменик, спомиње се у записима из 1592. године, удаљен је 25 km од Мојковца у правцу Жабљака.
Постоје и други објекти материјалне и духовне културе из прошлости:
- Црква светог Архангела Михајла у Штитарици,
- Црква Благовијести у Пољима,
- Црква свете Петке – Ружица на Сињавини,
- Црква Тројана (посвећена Светој Тројици) у Прошћењу, мјесто Слатина, из 12. вијека, која је реконструисана и коју је епископ Будимљанско-никшићки Јоаникије освештао на Тројичин дан 2004.
- Изграђен је храм Христовог рождества у Мојковцу, за којег су темељи постављени 2000. г.

## Партнерски градови
Мојковац је побратимљен са сљедећим градовима:
- Суботица, Србија
- Вељки Медјер, Словачка
- Идрија, Словенија
- Белишће, Хрватска
- Велика Кладуша, Босна и Херцеговина

## Познате личности
- Милован Ђилас, југословенски политичар, политички теоретичар и писац
- Миодраг Божовић, југословенски и црногорски фудбалер и тренер
- Драгиша Маџгаљ, српски пјесник
- Небојша Богавац, црногорски кошаркаш и тренер
- Дарко Станић, српски рукометни голман, најбољи голман Европе (2012)
- Стефан Савић, црногорски фудбалер
- Данијел Фуртула, црногорски атлетичар и државни рекордер у бацању диска
- Слободан Маруновић, црногорски позоришни и филмски глумац
- Душко Марковић, црногорски политичар, Предсједник Владе Црне Горе (2016-2020)
- Зоран Симовић, југословенски фудбалски голман, најбољи голман Југославије (1983)
- Жарко Пејовић, црногорски рукометаш
- Лука Богавац, црногорски кошаркаш
- Јанко Симовић, црногорски фудбалер
- Војвода Малесија, црногорски фудбалер и тренер

## Галерија
- Српска православна црква Христовог рођења у Мојковцу
- Црква и мурал са ликом Амфилохија Радовића
- Споменик посвећен Мојковачкој бици
- Ријека Тара у Мојковцу